# لوري كلامي
لوري كلامي (بالفرنسية: Laure Calamy)‏ هي ممثلة فرنسية، ولدت في 1975 في فرنسا.

## وصلات خارجية
- لوري كلامي على موقع IMDb (الإنجليزية)
- لوري كلامي على موقع ألو سيني (الفرنسية)
- لوري كلامي على موقع أول موفي (الإنجليزية)
- لوري كلامي على موقع قاعدة بيانات الأفلام السويدية (السويدية)
- لوري كلامي على موقع قاعدة بيانات الفيلم (الإنجليزية)
- لوري كلامي على موقع كينوبويسك (الروسية)